# Кевин Смит
Кевин Патрик Смит (енгл. Kevin Patrick Smith; Ред Банк, 2. август 1970) амерички редитељ и сценариста.
Кевин Смит је одрастао у Њу Џерзију. Радио је као трговац, што га је и подстакло да напише сценарио за филм „Трговци.“ 

## Филмови
- "Трговци" (1994.)
- "Пацови из трговачког центра" (1995.)
- "Ловећи Ејми" (1997.)
- "Догма" (1999.)
- "Џеј и Тихи Боб узвраћају ударац" (2001.)
- "Девојка из Џерзија" (2004.)
- "Трговци 2" (2006.)
- "Умри мушки 4" (2007.)